# Chandragiri, Hangal
Chandragiri là một làng thuộc tehsil Hangal, huyện Haveri, bang Karnataka, Ấn Độ.